# Fasar Abrar Raja
Muhammad Ahmad Fasar Abrar Raja (født 21. marts 1975) er førtidspensionist og en dansk rocker med kashmirisk/pakistansk baggrund. Han blev også kaldt ‘Katten’, angiveligt fordi han lister sig ind på alt og alle. Han har gennem mange år været tilknyttet rockerklubben Bandidos og senere været prøvemedlem i Hells Angels, hvor han dog blev beskrevet som kontroversiel.
Han blev landskendt, da han medvirkede i dokumentaren "Den sorte svane" på TV 2, der var optaget med skjult kamera. Dokumentaren viste hvordan hans daværende advokat Lise Roulund delte fortrolige dokumenter uden samtykke fra politiet hvortil han bl.a. har sagt: "Så bliver du stemplet som løgner og gennemsmadret", ifm. skjulte optagelser, hvor han udlægger sine planer for afstraffelse af et politi-vidne til TV2's muldvarp, mens Lise Roulund er tilstede i lokalet.